# Makrillarna
Makrillarna är en supporterförening till fotbollsklubben Gais. Föreningen bildades 1961 och är den äldsta och största av sitt slag knutet till klubben. Namnet är taget efter Gais smeknamn, "Makrillarna". Makrillarna förser bland annat Gais medlemmar med klubbtidningen "Makrillen" samt anordnar bussresor till lagets bortamatcher. Makrillarna är även Gais officiella souvenirpartner vilket innebär att supporterklubben har rätt att sälja Gais officiella souvenirer för Gais räkning.

## Hedersmakrillen
Makrillarna har sedan 1961 gett priset Hedersmakrillen (ofta kallat "Årets Makrill") till årets bästa spelare i Gais. Hedersmakrillen har även delats ut till andra, numera avvecklade, sektioner i klubben – ishockey, damfotboll och bandy.

### Fotboll
- 1961 – Leif Andersson
- 1962 – Bo Palle
- 1963 – Gunnar Gren
- 1964 – Leif Forsberg
- 1965 – Leif Wendt
- 1966 – Kurt Axelsson
- 1967 – Kent Grek
- 1968 – Jan Olsson
- 1969 – Hasse Samuelsson & Hasse Johansson

- 1970 – Sten Pålsson
- 1971 – Hela laget[a]
- 1972 – Kjell Uppling
- 1973 – Eine Fredriksson
- 1974 – Sune Persson
- 1975 – Hasse Johansson
- 1976 – Nils Norlander
- 1977 – Mikael Johansson
- 1978 – Sten Pålsson
- 1979 – Mikael Berthagen

- 1980 – Morgan Lagemyr
- 1981 – Osborn Larsson
- 1982 – Lallo Fernandez
- 1983 – Håkan Lindman
- 1984 – Niclas Sjöstedt
- 1985 – Samir Bakaou
- 1986 – Sören Järelöv
- 1987 – Ulf Johansson & Steve Gardner
- 1988 – Tony Persson
- 1989 – Jens Wålemark

- 1990 – Lenna Kreivi
- 1991 – Erik Holmgren
- 1992 – Tinos Lappas
- 1993 – Thomas Hallberg
- 1994 – Stefan Martinsen
- 1995 – Niclas Johansson
- 1996 – Mårten Jonsson
- 1997 – Per "Palle" Johansson
- 1998 – Magnus Gustafsson
- 1999 – Thomas Hvenfelt

- 2000 – Anders Holmberg
- 2001 – Ivan Ottordahl
- 2002 – Mathias Gravem
- 2003 – Ville Viljanen
- 2004 – Stefan Vennberg
- 2005 – Fredrik Lundgren
- 2006 – Dime Jankulovski
- 2007 – Richard Ekunde
- 2008 – Bobbie Friberg da Cruz
- 2009 – Wanderson do Carmo

- 2010 – Kenneth Gustafsson
- 2011 – Eric Bassombeng
- 2012 – Lars Göthfelt[b]
- 2013 – Joel Johansson
- 2014 – Tommi Vaiho
- 2015 – Luther Singh
- 2016 – Malkolm Moënza
- 2017 – Damir Mehic
- 2018 – Carl Nyström
- 2019 – Marko Johansson

- 2020 – August Wängberg
- 2021 – Jonas Lindberg
- 2022 – Hela laget[c]
- 2023 – Mervan Celik & Gustav Lundgren
- 2024 – Gustav Lundgren & August Wängberg

1. ↑  Conny Aldorsson, Thomas Bloom, Leif Cronholm, Eine Fredriksson, Kent Grek, Holger Hansson, Roger Hansson, Kent Harman, Christer Heideberg, Hasse Johansson, Nils Norlander, Eive Olofsson, Jan Olsson, Sune Persson, Sten Pålsson, Yngve Samuelsson och Kenneth Wessberg.
2. ↑  Fysioterapeut; ingen spelare ansågs värdig att tilldelas priset.
3. ↑  Mergim Krasniqi, August Wängberg, Axel Norén, Emin Grozdanic, Niklas Andersen, Axel Henriksson, Joackim Åberg, Harun Ibrahim, Gustav Lundgren, Michael Kargbo, Julius Lindberg, Anes Cardaklija, Viktor Krüger, Filip Gustafsson, Viktor Alexandersson, Nuha Jatta, Richard Friday, Jonas Lindberg, Ben Morris, Mervan Celik / Fredrik Holmberg, Kenneth Gustafsson.

### Fotboll, damer

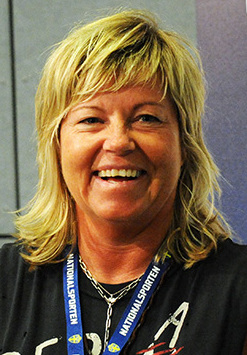
Marika Domanski Lyfors, 2014.

- 1982 – Helen Sjöström
- 1983 – Eleonor Hultin
- 1984 – Ingrid Johansson
- 1985 – Anette Börjesson
- 1986 – Karma Schultz
- 1987 – Helen Johansson
- 1988 – Marika Domanski
- 1989 – Åsa Lindqvist
- 1990 – Reidun Seth
- 1991 – Camilla Gustafsson

### Handboll
- 1961 – Jan Bernhardtz
- 1962 – Alf Heed
- 1963 – Rolf Lundh

### Ishockey
- 1961 – Bo Hagstrand
- 1962 – Bertil Pekkari
- 1963 – Lars Jonell
- 1964 – Juha Widing
- 1965 – Gunnar Granlund
- 1966 – Gordie Garant
- 1967 – Gunder Högström

### Bandy

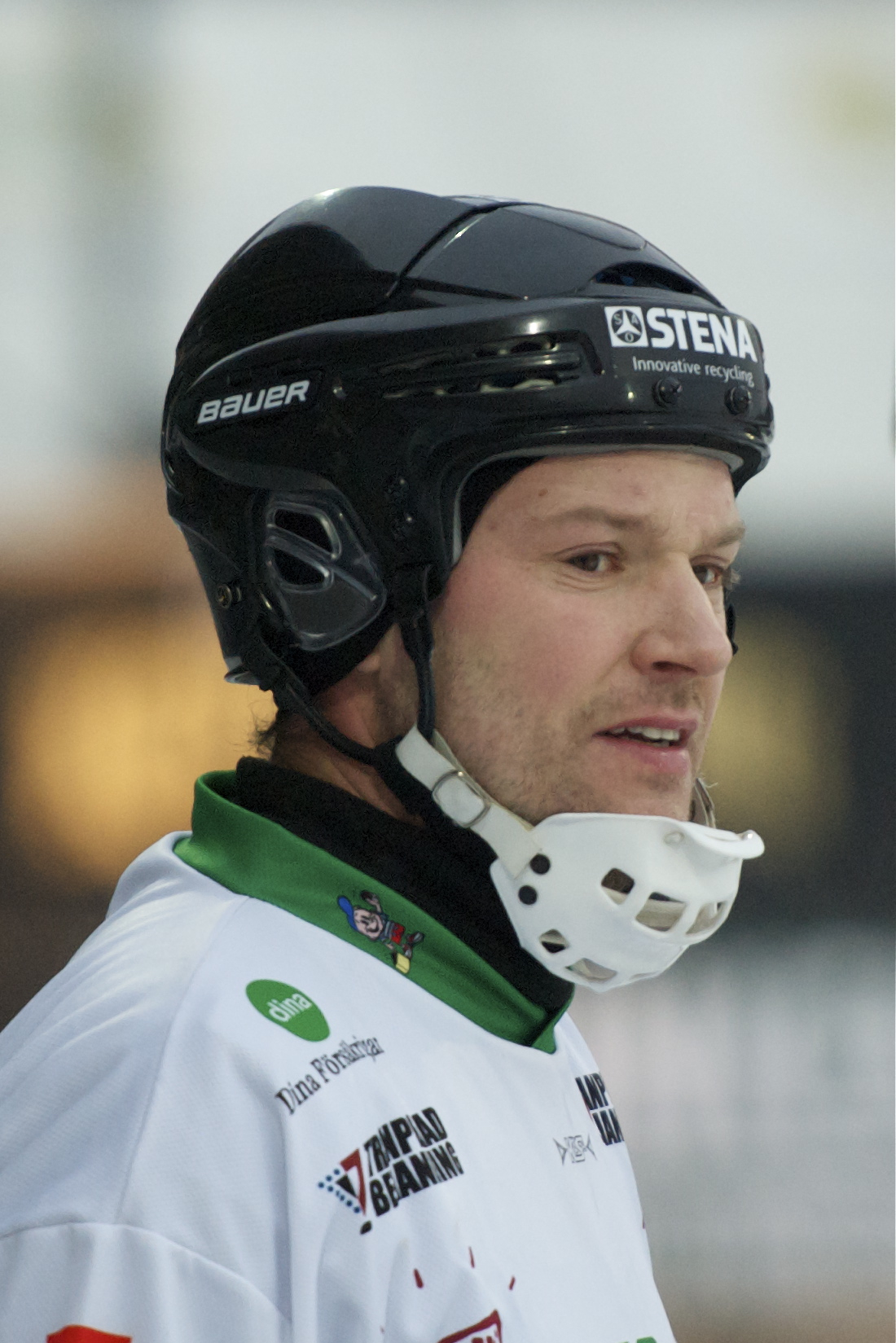
Magnus Muhrén, 2012.

- 2007 – Peter Hellström
- 2008 – Ante Grip
- 2009 – Eric Claesson
- 2010 – Henrik Korén
- 2011 – Magnus Muhrén
- 2012 – Martin Andreasson
- 2013 – Tony Eklind
- 2014 – Jens Westlund

## Andra supporterföreningar till Gais
- Grönsvart Göteborg
- Gårdakvarnen
- Spirrklubben